# Billettsteuer
Die Schweizer Billettsteuer (französisch impôts sur les billets d’entrée, italienisch imposte sui diritti di entrata, rätoromanisch taglia sin bigliets) ist eine Steuerart, die auf Eintrittspreise bestimmter Veranstaltungen erhoben wird.

## Geschichte
Es handelt sich um eine Gemeindesteuer und eine Form der Vergnügungsteuer, die als Luxussteuer fungieren sollte. Im Kanton Genf gab es ab 1823 eine Armensteuer (französisch droit des pauvres), mit der eine Billettsteuer verbunden war, die 1914 auch im Kanton Tessin übernommen wurde. Der Kanton Zürich war der erste, der die Billettsteuer im März 1989 abschaffte. Es folge Basel-Stadt im Juni 1999, im Mai 2000 wurde im Kanton Basel-Landschaft die Abschaffung der Billettsteuer in die Wege geleitet.

## Steuerobjekt
Steuerobjekte sind entgeltliche Veranstaltungen (wie Ausstellungen, Kinovorstellungen, Konzerte, Tanzveranstaltungen, Theater, bildende, kulturelle, Sportveranstaltungen und Unterhaltungsveranstaltungen, Vorträge, Zirkus), bei denen meist 10 % der Eintrittspreise als Billettsteuer erhoben werden. Die Eintrittspreise gehen aus Eintrittskarten hervor, die im Schweizer Hochdeutsch auch «Billett» heissen. Die Billettsteuer besitzt eine Zweckbindung zur Kulturförderung und Sportförderung; Einnahmen fliessen diesen zu.

## Erhebung
Die Billettsteuer ist eine indirekte Steuer und wird als Kantonssteuer und Gemeindesteuer erhoben; sie gehört zu den Verbrauchssteuern.
Die Billettsteuer ist inzwischen in den meisten Kantonen abgeschafft, lediglich im Kanton Luzern wird sie noch in den Gemeinden Ebikon, Emmen, Kriens, Luzern, Malters und Willisau erhoben. Dadurch ist sie zu einer Bagatellsteuer geworden.

## Deutschland
Auch in einigen deutschen Gemeinden (beispielsweise Magdeburg ab Juni 1898) wurde sie erhoben.

## Fussnoten
1. ↑  Eidgenössisches Finanzdepartement (Hrsg.): Das schweizerische Steuersystem, 2017, S. 75
2. ↑  Christoph Merian Stiftung (Hrsg.): Basler Stadtbuch, Band 120, 2000, S. 188.
3. ↑  Jakob Fuchs, Aspekte der Allgemeinbildung, 2008, S. 116.
4. ↑  Eklatanter Systemfehler ist offensichtlich: Billettsteuer gehört endlich abgeschafft. Luzerner Zeitung vom 20. November 2021,  abgerufen am 14. Februar 2022.